# 孟顓
孟顓，字克勤，浙江會稽人，明朝政治人物。

## 生平
景泰四年（1453年）癸酉科浙江鄉試第三十四名舉人，天順元年（1457年）丁丑科進士，历仕行人司副。